# Source 2
Source 2 é uma engine desenvolvida pela Valve Corporation como sucessor da Source. Foi anunciada em 2015, com o primeiro jogo a usá-lo, Dota 2, sendo portado a partir da engine original no mesmo ano. Desde então Artifact, Dota Underlords e Half-Life: Alyx foram desenvolvidos através dela.

## História
Os planos para um sucessor original da Source começaram após o lançamento de Half-Life 2: Episode Two em 2007. A Source 2 foi disponibilizada pela primeira vez ao público através das ferramentas da Steam Workshop para o Dota 2 em 2014 antes de ser anunciada oficialmente na Game Developers Conference em março de 2015, com a Valve afirmando que sua intenção era permitir que o conteúdo fosse criado com mais eficiência. No momento do anúncio, a Valve declarou que suportaria a API Graphic Vulkan e usaria uma nova engine de física interna chamada Rubikon, que substituiria a necessidade do Havok. Gabe Newell, presidente da Valve, disse que a empresa estava priorizando o desenvolvimento de seus próprios jogos antes de lançar a engine e seu kit de desenvolvimento de software ao público como forma de garantir a mais alta qualidade aos desenvolvedores; acrescentando que pretendiam liberar a engine para desenvolvedores de jogos, desde que o jogo seja publicado no serviço Steam.
Em junho de 2015, a Valve anunciou que a totalidade do Dota 2 seria portada para a Source 2 em uma atualização chamada Dota 2 Reborn. O Reborn foi lançado pela primeira vez ao público como uma atualização beta de adesão no mesmo mês antes de substituir oficialmente o cliente original em setembro de 2015, tornando-o assim o primeiro jogo a usar a engine. A Source 2 também foi usada no Artifact e no Dota Underlords, coma engine sendo portada para suportar Android e iOS mais tarde. A engine também suporta a criação de jogos em realidade virtual, sendo usada no SteamVR Home, na demo de tecnologia do Robot Repair do The Lab e no Half-Life: Alyx. A primeira versão beta pública das ferramentas da Source 2 foi lançada em 15 de maio de 2020.

## Jogos
| Ano  | Jogo              | Desenvolvedora    | Nota(s)                                                                               |
| ---- | ----------------- | ----------------- | ------------------------------------------------------------------------------------- |
| 2015 | Dota 2            | Valve             | Transferido do Source; lançado originalmente em 2013                                  |
| 2016 | Robot Repair      | Valve             | Uma demonstração técnica incluída em The Lab; o resto foi criado usando o motor Unity |
| 2018 | Artifact          | Valve             |                                                                                       |
| 2020 | Dota Underlords   | Valve             | Lançado pela primeira vez em acesso antecipado em 2019                                |
| 2020 | Half-Life: Alyx   | Valve             | Feito para fones de ouvido de realidade virtual                                       |
| 2022 | Aperture Desk Job | Valve             | Demonstração técnica criada para o Steam Deck                                         |
| 2023 | Counter-Strike 2  | Valve             | Transferência do Counter-Strike: Global Offensive, lançado originalmente em 2012      |
| ???  | Sandbox           | Facepunch Studios | Estilizado como S&box; desenvolvimento mudou de Unreal Engine para Source 2 em 2020   |